# Форбс, Питер, 10-й граф Гранард
 Питер Артур Эдвард Гастингс Форбс, 10-й граф Гранард (англ. Peter Arthur Edward Hastings Forbes, 10th Earl of Granard; род. 15 марта 1957[…]) — британский пэр.

## Ранняя жизнь

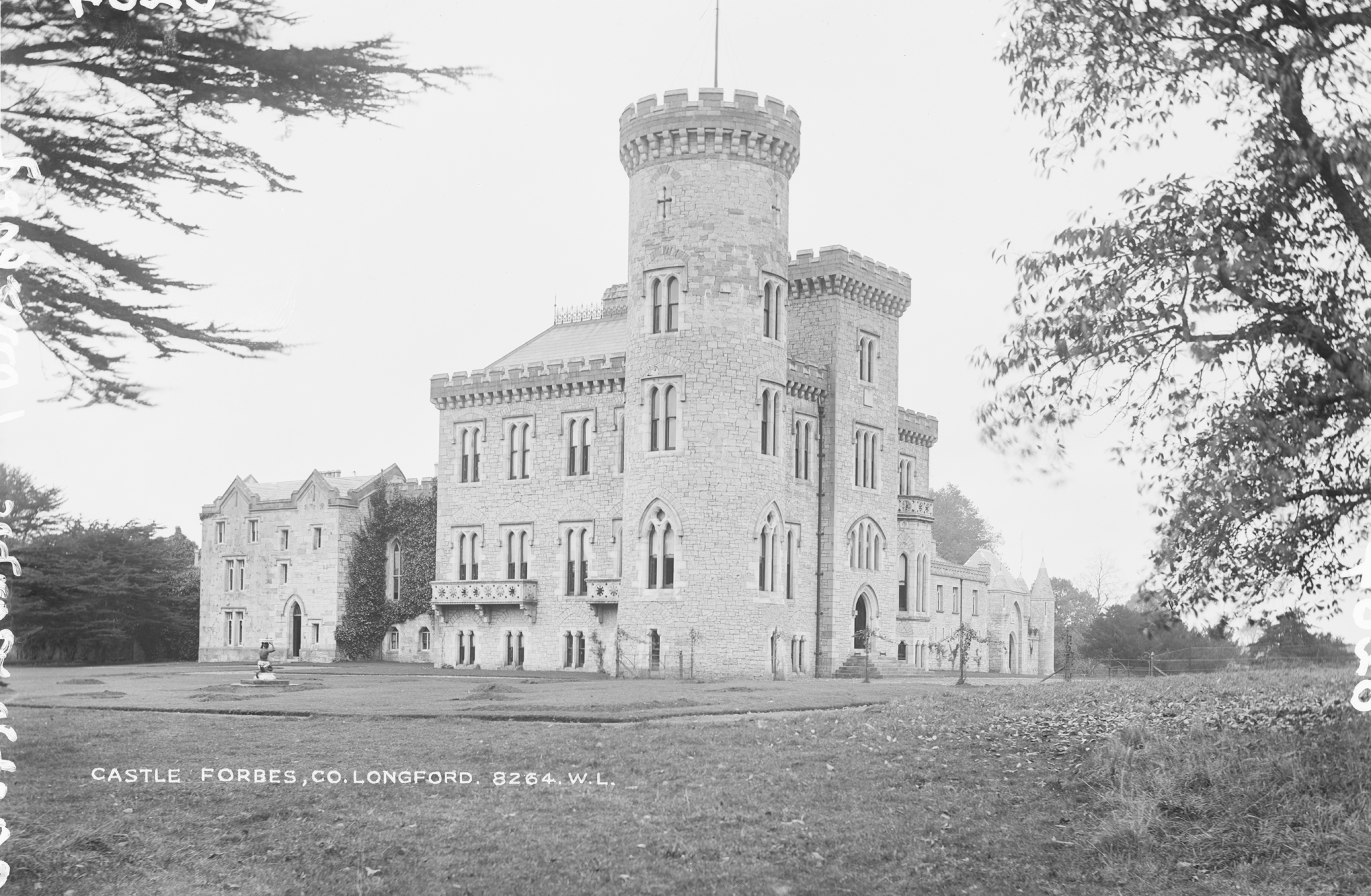
Замок Форбс, резиденция графов Гранард

Питер Артур Эдвард Гастингс Форбс родился 15 марта 1957 года. Единственный сын Достопочтенного Джона Форбса (1920—1982), младшего лейтенанта Королевских военно-воздушных сил, и Джоан Смит. У него есть три старшие сестры, Сьюзен Форбс, Патриция Мойра Форбс и Кэролайн Мэри Форбс.
Его дедушкой и бабушкой по отцовской линии были Бернард Форбс, 8-й граф Гранард (1874—1948) , и Беатрис (урожденная Миллс) Форбс, графиня Гранард (1883—1972), американская светская львица, дочь Огдена Миллса и потомок семей Ливингстон и Скайлер из Нью-Йорка. Со стороны отца у него были две тетки: Эйлин, леди Бьют из Шотландии, и Мойра, графиня Росси из Швейцарии. Его мать была третьей дочерью А. Эдварда Смита из Шерлокстаун-хауса в графстве Килдэр.
Образование получил в Итонском колледже.

## Карьера
21 ноября 1992 года после смерти своего дяди, Артура Форбса, 9-го графа Гранарда (1915—1992), не оставившего наследников мужского пола, Питер Форбс унаследовал титулы  10-го графа Гранарда, 5-го барона Гранарда из Касл-Донингтона, 10-го виконта Гранарда, 11-го баронета Форбс из Касл Форбса.

## Личная жизнь
1 сентября 1980 года виконт Форбс женился на Норе Энн Митчелл, дочери Роберта Митчелла из Портарлингтона, графство Лиишь. У супругов было четверо детей:
- Достопочтенный Джонатан Питер Гастингс Форбс, виконт Форбс (род. 24 декабря 1981), старший сын и наследник титула[3]
- Достопочтенный Дэвид Роберт Гастингс Форбс (род. 8 февраля 1984)[3]
- Леди Лиза Энн Форбс (род. 2 июля 1986)[3]
- Достопочтенный Эдвард Гастингс Форбс (род. 13 июня 1989)[3]

Родовое поместье — замок Форбс, недалеко от Ньютаун-Форбса, крупнейшего поместья в графстве Лонгфорд.